# 柴王慈恩寺
柴王慈恩寺位于山西省临汾市襄汾县景毛乡柴王村，建于清代。1984年9月，柴王慈恩寺公布为第一批襄汾县文物保护单位。2022年，襄汾县文化和旅游局对柴王慈恩寺后殿、千佛洞、西厢房进行保护修缮。